# Benedek veszprémi püspök
Benedek (12. század) magyar katolikus főpap.

## Élete
1171-ben a veszprémi megyés püspöki széket töltötte be. Utóda 1181-ben János, más források szerint azonban már 1179-től.